# Publi Quintili Var (pretor)
Publi Quintili Var (en llatí Publius Quintilius Varus) va ser un militar romà del segle iii aC. Formava part de la gens Quintília, una antiga gens romana d'origen patrici.
Va ser pretor l'any 203 aC amb Ariminium com a província. Unit al procònsol Marc Corneli Cetege va aconseguir derrotar el general cartaginès Magó Barca, germà d'Hanníbal, en territori dels gals ínsubres.